# Rachel Platten
Rachel Ashley Platten (ur. 20 maja 1981 w Nowym Jorku) – amerykańska piosenkarka, kompozytorka i autorka tekstów.

## Wczesne lata
Rachel Platten urodziła się w Nowym Jorku, jednak dzieciństwo spędziła wraz z rodzicami Paulem i Pamelą Platten oraz młodszą siostrą, Melanie w Newton Centre w stanie Massachusetts (USA). W wieku 4 lat zaczęła grać na pianinie. Uczęszczała do Buckingham Browne & Nichols School, gdzie należała do szkolnej grupy a'capella. Następnie zdobyła dyplom ze stosunków międzynarodowych na uczelni Trinity College, w międzyczasie pisząc swoje pierwsze piosenki.

## Kariera

### 2003–2014:Trust in MeiBe Here
w 2003 roku Platten wydała swój debiutancki, niezależny album R&B Trust in Me, który sama nazywa „kolekcją piosenek demo”. Przez kolejne lata piosenkarka grała koncerty, przygotowując materiał na kolejną płytę. Wkrótce jej utwory zaczęły pojawiać się w mediach. W 2009 roku jej piosenka „Seven Weeks” została wykorzystana w komedii romantycznej The Good Guy. W 2011 roku Platten, dzięki wytwórni Rock Ridge Music wydała swój drugi album zatytułowany Be Here. Singiel z tego krążka, „1.000 Ships” dotarł do 23. miejsca na liście Billboardu Adult Top 40. Jeden z utworów z płyty, „Don't Care What Time It Is” został wykorzystany w programie telewizyjnym Basketball Wives.
W międzyczasie wiele utworów Platten można było usłyszeć w telewizji. Jej utwór „Work of Ar” wykorzystano w czołówce popularnego serialu Jane by Design, natomiast „Begin Again” pojawił się w 100. odcinku serialu Słodkie kłamstewka. Kolejny utwór, „You're Safe” użyto w serialu Finding Carter. W 2014 roku współtworzony i wykonany przez piosenkarkę utwór „Smile” znalazł się na ścieżce dźwiękowej do musicalu Annie.

### 2015–2016:Fight Song EPiWildfire

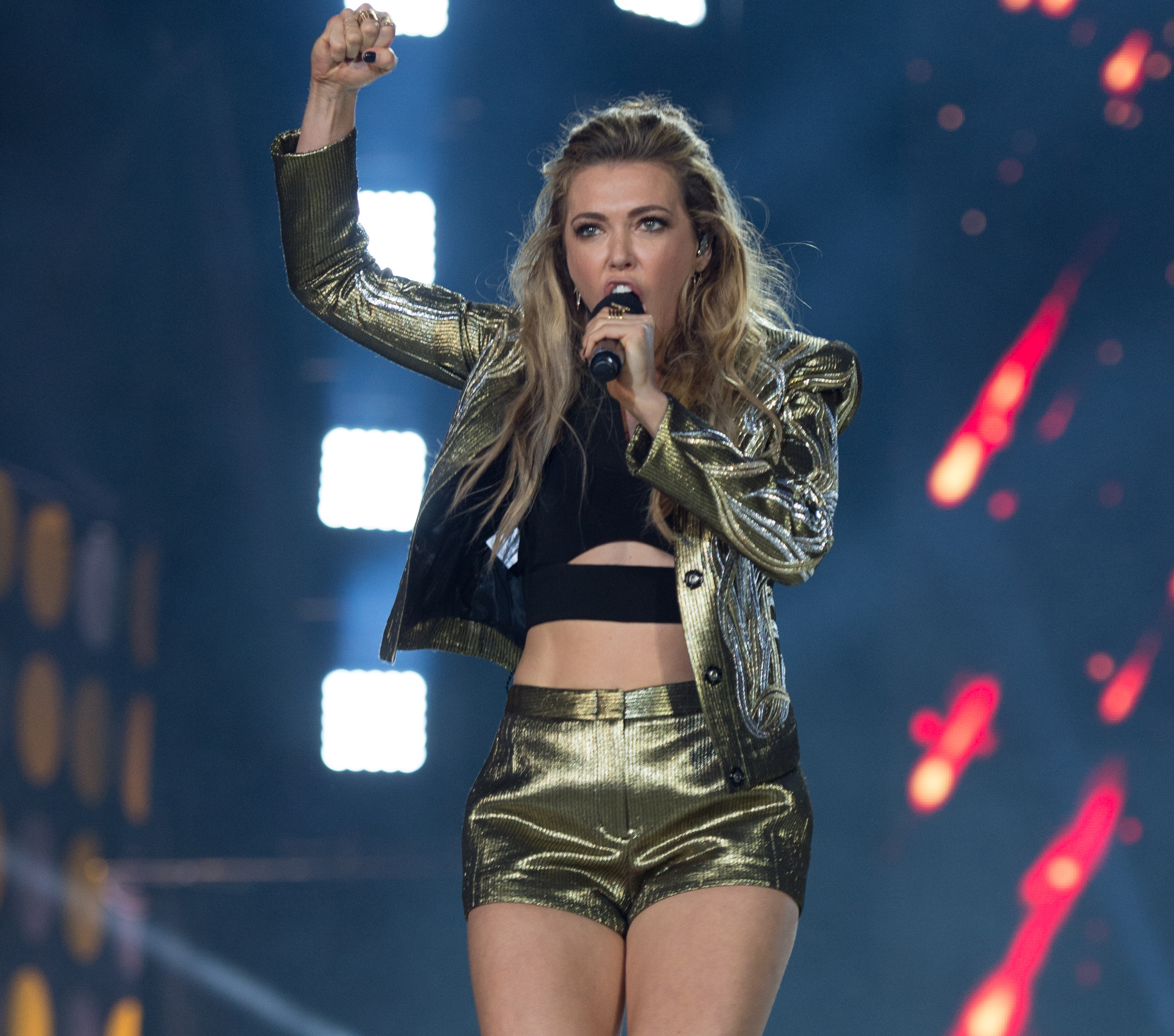
Platten wykonująca utwór „Fight Song” podczas ceremonii Invictus Games w 2016 roku.

W lutym 2015 roku Platten wydała singiel „Fight Song”. Po raz pierwszy wykonała utwór na żywo w kwietniu podczas gali Radio Disney Music Awards. Piosenka osiągnęła wysokie pozycje na oficjalnych listach w wielu krajach świata. W Australii utwór zajął 2. pozycję, natomiast w Nowej Zelandii 8. miejsce. W maju utwór zadebiutował na liście Billboard Hot 100, ostatecznie docierając do miejsca 6. i sprzedając się w nakładzie ponad 3 milionów kopii w USA. W Kanadzie, na liście Canadian Hot 100 singiel dotarł do 5. pozycji, stając się, podobnie jak w USA, potrójną platynową płytą. W Wielkiej Brytanii „Fight Song” dotarł do szczytu notowania.
12 maja 2015 roku ukazał się minialbum Platten zatytułowany Fight Song. Zawierał cztery utwory, w tym tytułowy przebój. Było to pierwsze wydawnictwo Platten, po podpisaniu kontraktu z Columbia Records. Minialbum zajął 20. miejsce w notowaniu Billboard 200. Latem 2015 roku piosenkarka wyruszyła w trasę koncertową „Girls Night Out, Boys Can Come Too” wspólnie z Christiną Perri i Colbie Caillat. Po strzelaninie w klubie nocnym w Orlando, Platten nagrała nową, akustyczną wersję utworu „Fight Song” w celu wsparcia National Compassion Fund działającej na rzecz osób, które ucierpiały w tym wydarzeniu.
We wrześniu Platten wydała kolejny singiel, „Stand by You”. Utwór zajął pozycję 37. na liście Billboard Hot 100, a także jako drugi utwór Platten, po „Fight Song” dotarł do szczytu notowania Adult Top 40. Singiel pokrył się platyną w USA oraz w Australii. 1 stycznia 2016 roku ukazał się album studyjny Wildfire, zawierający wcześniejsze single, „Fight Song” i „Stand by You”. Płyta dotarła do 5. miejsca Billboard 200 oraz pokryła się złotem w rodzimym kraju artystki. W lutym piosenkarka wyruszyła w trasę koncertową promującą album, The Wildfire Tour. 4 kwietnia Platten wydała kolejny singiel z płyty, „Better Place”, który dotarł do 21. miejsca na liście Billboardu Adult Top 40. W październiku 2016 roku ukazała się nowa wersja utworu „Stand by You” pod hiszpańskim tytułem „Siempre Estaré Ahí” nagrana z argentyńskim piosenkarzem Diego Torresem.

### 2017-2022:Waves
W sierpniu 2017 roku Platten wydała singiel „Broken Glass” zapowiadający jej czwarty album studyjny. Piosenka zajęła 17. miejsce w notowaniu Adult Top 40. W październiku piosenkarka ujawniła dwa single promocyjne, „Perfect For You” i „Collide”. 27 października 2017 roku został wydany album zatytułowany Waves, nad którym artystka pracowała m.in. z Jonem Levine, Ianem Kirkpatrickem, Ryanem Tedderem czy norweskimi producentami Stargate. Krążek zadebiutował na 73. miejscu listy Billboard 200.
W październiku 2018 roku Platten wydała utwór „You Belong” opisujący jej uczucia związane z oczekiwaniem na narodziny swojej córki. Do utworu został zrealizowany teledysk. W maju 2019 roku piosenkarka wyruszyła w trasę koncertową jako support przed zespołem Pentatonix. W marcu 2020 roku wydała książkę dla dzieci „You Belong”.16 września 2020 roku wydała singel „Soldiers”.

### 2023:I Am Rachel Platten
W kwietniu 2023 roku artystka zapowiedziała wydanie piątego albumu studyjnego. Singlem zwiastującym wydawnictwo został utwór „Girls” wydany 12 maja 2023 roku. Piosenkarka opisała utwór jako list do swoich córek. W listopadzie 2023 roku ukazała się piosenka „Nothing’s Impossible”, którą Platten wykonała wspólnie z zespołem A Great Big World. Piosenka znalazła się na ścieżce dźwiękowej The Imaginary (Original Motion Picture Soundtrack) . 24 stycznia 2024 roku piosenkarka wydała kolejny singel zwiastujący jej nowy album, „Mercy”, a 26 kwietnia „Bad Thoughts”. Platten wyznała, że ten utwór napisała, aby radzić sobie z atakami paniki. 10 lipca Platten wydała czwarty singel „I Know”, ostatni przed premierą albumu. Album zatytułowany I Am Rachel Platten ukazał się 3 września 2024 roku. W styczniu 2025 roku Platten ogłosiła trasę koncertową Set Me Free Tour.

## Życie prywatne
W 2010 roku wzięła ślub z Kevinem Lazanem. Ma dwie córki: Violet Skye Lazan (2019) oraz Sophie Jo Lazan (2021).

## Dyskografia
Albumy studyjne
- Trust in Me (2003)
- Be Here (2011)
- Wildfire (2016)
- Waves (2017)
- I Am Rachel Platten (2024)